# Cemitério Judaico de Bad Buchau
O Cemitério Judaico de Bad Buchau (em alemão:  Jüdischer Friedhof Bad Buchau) é um cemitério judaico em Bad Buchau, uma estância termal no distrito de Biberach.

## História

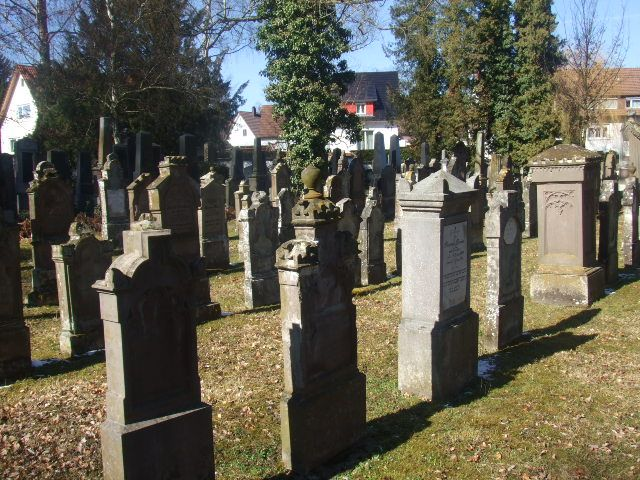
O Cemitério Judaico de Bad Buchau

Antes de o cemitério judaico ser instalado em Buchau em 1659, a comunidade judaica local sepultava seus mortos no Cemitério Judaico de Kappel.
A comunidade judaica que se estabeleceu desde a Idade Média em Buchau tinha um cemitério na antiga estrada Saulgau. Em 1659 foi instalado um novo cemitério juntamente com as comunidades judaicas de Aulendorf e Mittelbiberach na Buchauer Insel, com uma área de 66,98 ares. No século XVIII, devido à falta de espaço, na parte sudeste as sepulturas foram dispostas em três camadas sobrepostas. No cemitério foram também sepultados os judeus de Leutkirch, Ravensburg, Riedlingen, Wangen e outras localidades. Atualmente ainda existem 825 lápides (matzeva), sendo que o último sepultamento ocorreu em 2003. Vinte e nove pessoas com o nome Einstein, da linhagem de Albert Einstein, estão sepultadas no cemitério.